# Back Home
Back Home ist das 17. Studioalbum von Eric Clapton. Es erschien 2005. Auf dem Album befinden sich sechs neue Songs und sechs Coverversionen.

## Hintergrund
Das Album wurde über fünf Jahre produziert. In diese Phase fiel die Hochzeit von Clapton mit Melia McEnery und die Geburt mehrerer Töchter. Es war zudem das erste Studioalbum nach dem Tod seines Freundes George Harrison im November 2001. Als Hommage an ihn spielte Clapton Harrisons Song Love Comes to Everyone aus dem Jahr 1979 als Coverversion ein. Nach mehreren blueslastigen Produktionen kommt bei diesem Album wieder eine breite Palette an Stilrichtungen zum Tragen. Diese reicht von Rhythm and Blues bei So Tired, rockigem Boogie bei Lost And Found, Reggae bei Revolution, dem Soultitel Piece Of My Heart bis hin zu Anklängen an Folkmusik bei Titellied Back Home. Die Dual-Disc-Version enthält ein Interview mit Clapton, fünf Videoaufnahmen aus dem Studio und vier Plektren mit der Aufschrift Back Home, die von Clapton signiert wurden.

## Titelliste
1. So Tired (Clapton / Simon Climie) – 4:47
2. Say What You Will (Clapton / Climie) – 4:35
3. I’m Going Left (Stevie Wonder / Syreeta Wright) – 4:02
4. Love Don’t Love Nobody (Joseph Jefferson / Charles Simmons) – 7:13
5. Revolution (Clapton / Climie) – 5:00
6. Love Comes to Everyone (George Harrison) – 4:35
7. Lost And Found (Doyle Bramhall II / Jeremy Stacey) – 5:21
8. Piece Of My Heart (Bramhall II / Susan Melovin / Mike Elizondo) – 4:22
9. One Day (Vince Gill / Beverly Darnall) – 5:20
10. One Track Mind (Clapton / Climie) – 5:04
11. Run Home To Me (Clapton / Climie) – 6:18
12. Back Home (Clapton) – 3:32

## Rezeption

### Rezensionen
laut.de befand in seiner Besprechung das Album als unaufregend, aber technisch gut gemacht: „Ungefähr so spannend wie „Malen nach Zahlen“. Der Mann will musizieren – und sonst nix. Als Vollprofi und Idol … setzt er sich hin und lässt ganz easy seine Songs aus der Gitarre plätschern. Fehlerfrei und perfekt arrangiert. Leider geht diese Gelassenheit mit einer gewissen Belanglosigkeit Hand in Hand.“ Lukas Heinser von Plattentests.de lobte das Album: „Diesmal sind es keine anbiedernden Elektrobeats und Überproduktionen wie bei Pilgrim, diesmal ist Clapton mit voller Klarheit bei der Sache. Wenn der Titeltrack dann ganz entspannt über das Leben on the road reflektiert und Clapton sich freut, endlich wieder „Back Home“ zu sein, fühlt sich auch der Hörer wieder zuhause.“ Allmusic-Kritiker Stephen Thomas Erlewine bezeichnete das Album „ideal für einen Sonntagnachmittag mit seiner Familie“. Er vergab zwei von fünf möglichen Bewertungseinheiten für Back Home.

### Charts und Chartplatzierungen
Das Album erreichte Platz zwei der deutschen Albumcharts und platzierte sich auf den Rängen vier und fünf in der Schweiz und Österreich. Position 19 belegte Back Home in den britischen Albumcharts. Weiter belegte das Album den Platz 13 der Billboard 200 und der Top-Internet-Album-Charts im Jahr 2005.

### Auszeichnungen für Musikverkäufe
| Land/Region               | Auszeichnungen für Musikverkäufe (Land/Region, Auszeichnung, Verkäufe) | Verkäufe |
| ------------------------- | ---------------------------------------------------------------------- | -------- |
| Japan (RIAJ)              | Gold                                                                   | 119.000  |
| Vereinigte Staaten (RIAA) | Gold                                                                   | 500.000  |
| Insgesamt                 | 2× Gold ·                                                              | 619.000  |

Hauptartikel: Eric Clapton/Auszeichnungen für Musikverkäufe